# Nor Kyurin
Nor Kyurin (en arménien Նոր Կյուրին) est une communauté rurale du marz d'Ararat en Arménie. En 2008, elle compte 876 habitants.